# Fenómenos de la superficie solar

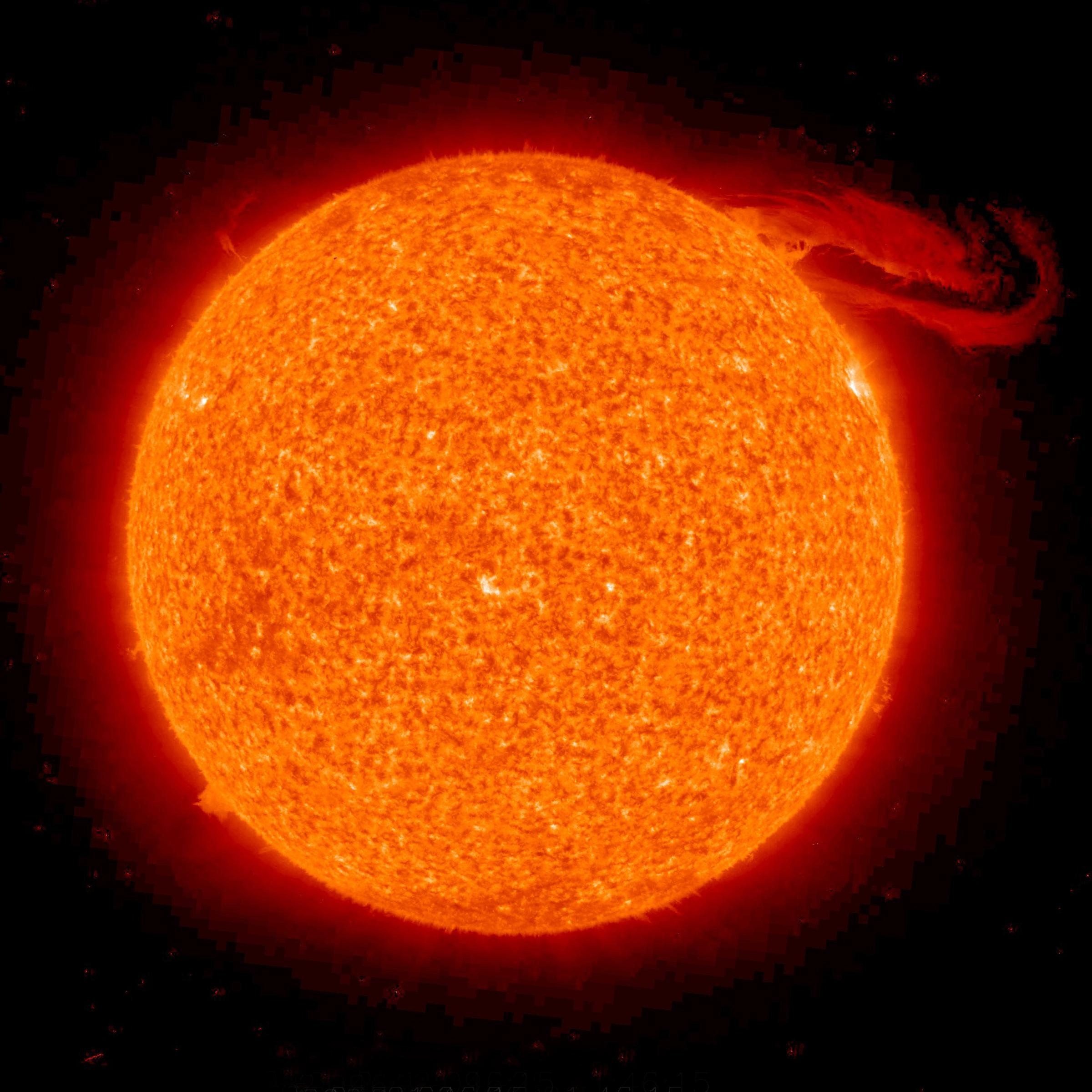
La nave espacial STEREO (Ahead) observó esta visualmente impresionante erupción prominencia solar el 29 de septiembre de 2008. La prominencia está formada por helio ionizado aproximadamente a 60 000 kelvin.

Este artículo habla de los fenómenos en la superficie solar. El Sol no tiene una superficie sólida (como la de la Tierra), pues es una estrella; sin embargo, es posible observar un límite, que define la forma esférica de la estrella. Dicha línea recibe el nombre de fotósfera, la cual no es un disco dorado, como creía Galileo Galilei, sino que presenta imperfecciones o fenómenos característicos.
Estos fenómenos son variados; sin embargo, son causados por algo en común: la gran actividad magnética del Sol. El ciclo solar, que es la variación de la actividad del Sol, provoca estos fenómenos. Las líneas magnéticas del Sol, cuando se tuercen debido a la diferencia de la velocidad del movimiento de rotación del Sol en sus diferentes latitudes, salen a la superficie, lo que provoca muchos de estos fenómenos.[cita requerida]

## Manchas solares

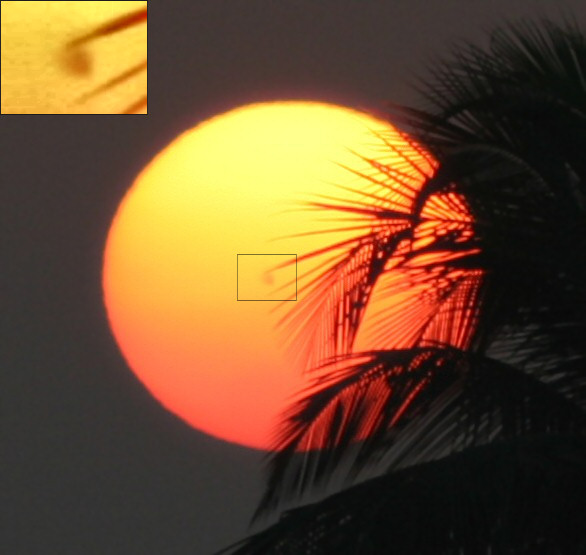
En la imagen una mancha solar, vista desde la Tierra, sin ayuda de ningún aparato especializado

Es una región de la superficie solar donde las líneas magnéticas salen y originan un oscurecimiento y enfriamiento de la región . Las manchas solares aumentan su número durante la actividad máxima solar y disminuyen en la actividad mínima solar. Las más grandes pueden superar los 12 000 kilómetros de diámetro. Están formadas por dos partes: la umbra, que es la región más oscura y fría de la mancha, que además está localizada en el centro, y la penumbra, la parte más exterior, la menos fría y la menos oscura.

## Erupción solar
Son violentas explosiones que se dan en la fotósfera, cromósfera y en la corona del sol. Producen radiaciones tan fuertes, que calientan plasma a temperaturas tan elevadas de varios millones de kelvin, y pueden arrojar partículas cargadas (iones) a velocidades de hasta un 70 % de la velocidad de la luz. Estos fenómenos están fuertemente ligados con las eyecciones de masa coronal, por lo que pueden poner a la Tierra en peligro.
Las erupciones influyen en los vientos solares y en el clima de la Tierra.
Pero el sol no es el único en presentar explosiones en su fotósfera, se han localizado erupciones en las fotósferas de otras estrellas.
Las erupciones se pueden clasificar, tomando en cuenta el pico de flujo de rayos X. Se clasifican en A, B, C, M o X, usando como unidad el vatio por metro al cuadrado (W/m²).

## Bucles de corona

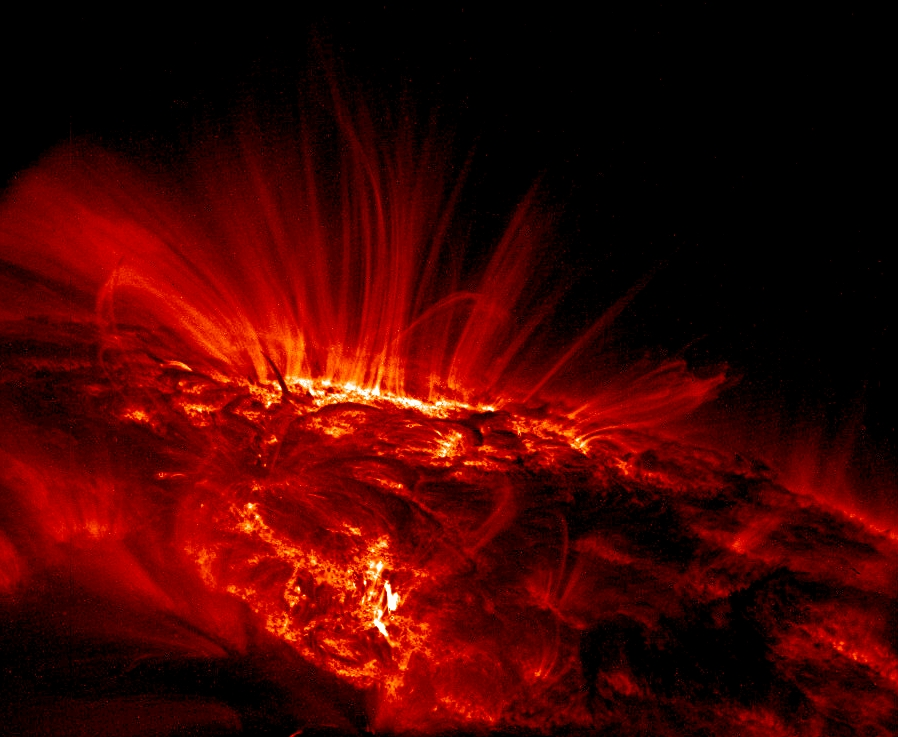
Fotografía de un bucle solar, imagen tomada por la nave TRACE (Transition regional and coronal explorer).

Son enormes chorros de gas ionizado que salen de la fotósfera, siendo arrastrados por el magnetismo solar y siguiendo las líneas magnéticas del sol. Tienen la forma de un arco, que se eleva alejándose de la fotosfera, y luego cae hacia la misma. Llegan a ser cientos de veces más calientes que la misma fotósfera.

## Espículas
Son lugares de la fotosfera en donde salen chorros de gas. Estas eyecciones salen en grupos que, vistos desde la Tierra forman lo que parece un campo de hierba ondulante. Los chorros de gas ascienden hasta 9000 kilómetros sobre la superficie, subiendo a unos 30 kilómetros por segundo. Este fenómeno se desvanece en aproximadamente 15 minutos.

## Gránulos

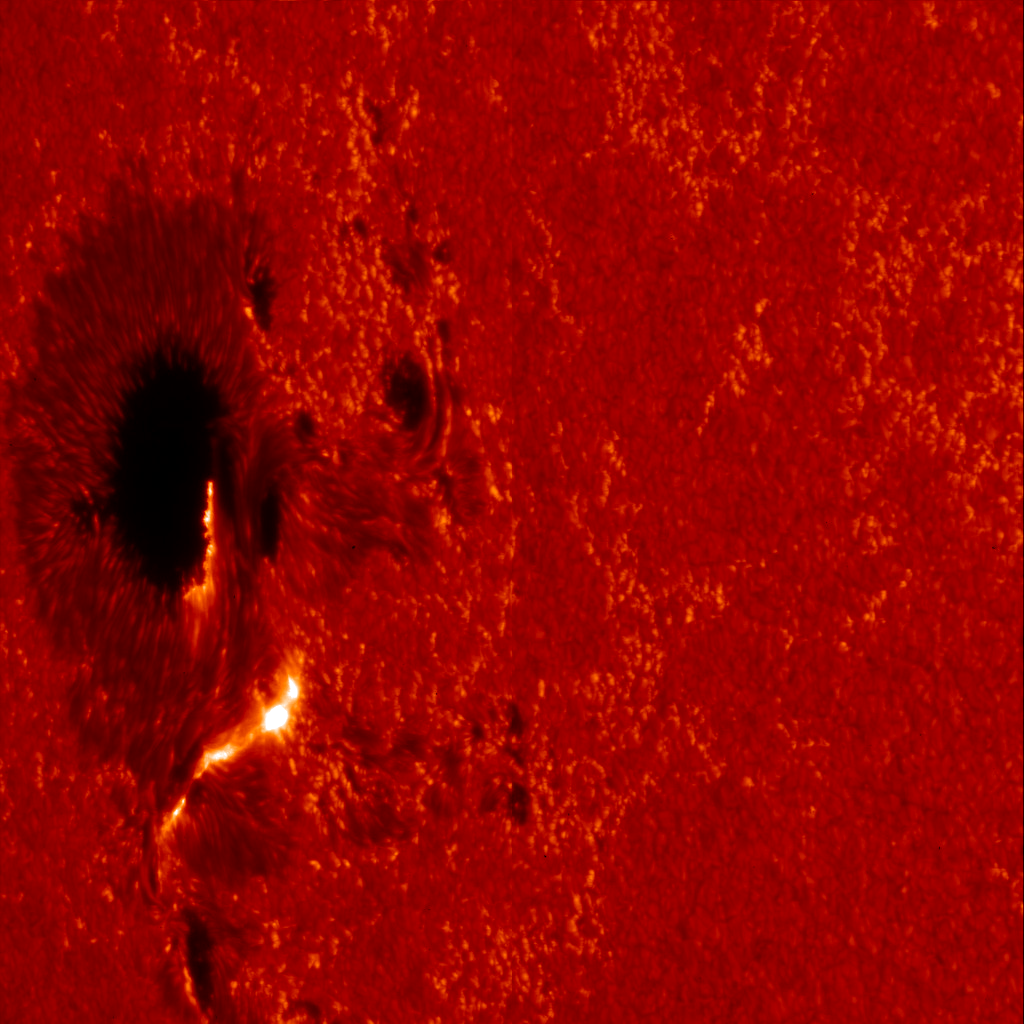
Arriba, una erupción solar, en la imagen también es posible observar el fenómeno de las espículas.

En ocasiones es posible observar "gránulos" de color dorado en ciertas zonas del sol. A esto se le conoce como Granulación. Se puede apreciar la granulación desde algún telescopio solar. Normalmente, cada grano mide más o menos 1000 kilómetros de diámetro, cada uno de estos está delimitado por una zona relativamente fría. La granulación ocurre cuando el gas caliente que sube a la fotósfera se enfría y se dispersa. Cada gránulo dura unos 20 minutos antes de dispersarse.

## Fáculas
Son puntos brillantes que suelen acompañar a las manchas solares. Las fáculas duran varias semanas o hasta que las manchas desaparezcan, las Fáculas se componen exclusivamente de nubes de hidrógeno, las fáculas al estar en la fotosfera levantan y mantienen la cromosfera que está por encima de la anteriormente mencionada fotosfera.